# Tchung-chua
Tchung-chua (čínsky pchin-jinem Tōnghuà, znaky 通化) je městská prefektura v Čínské lidové republice, kde patří k provincii Ťi-lin. Celá prefektura má 15 542 čtverečních kilometrů a roku 2020 v ní žily bezmála dva miliony obyvatel.

## Poloha
Tchung-chua leží na jihu provincie Ťi-lin v severovýchodní Číně. Na jihu a jihovýchodě hraničí se Severní Koreou, na východě s Paj-šanem, na severu s městem Ťi-linem, na severozápadě s Liao-jüanem a na západě a jihozápadě s provincií Liao-ning.

## Administrativní členění
Městská prefektura Tchung-chua se člení na sedm celků okresní úrovně, a sice dva městské obvody, dva městské okresy a tři okresy.
| Tung-čchang Er-tao-ťiang městský okres · Mej-che-kchou městský okres · Ťi-an okres · Tchung-chua · ※ okres · Chuej-nan okres · Liou-che |          |                       |                    |                                  |
| Název | Název    | Počet obyvatel (2020) | Rozloha km² (2020) | Hustota zalidnění (obyv. na km²) |
| český přepis | znaky    | Počet obyvatel (2020) | Rozloha km² (2020) | Hustota zalidnění (obyv. na km²) |
| Městské obvody |          |                       |                    |                                  |
| Tung-čchang | 东昌区   | 355 346               | 399                | 891                              |
| Er-tao-ťiang | 二道江区 | 91 571                | 366                | 250                              |
| Městské okresy |          |                       |                    |                                  |
| Mej-che-kchou | 梅河口市 | 509 336               | 2 179              | 234                              |
| Ťi-an | 集安市   | 169 220               | 3 276              | 52                               |
| Okresy |          |                       |                    |                                  |
| Tchung-chua | 通化县   | 175 114               | 3 702              | 47                               |
| Chuej-nan | 辉南县   | 237 113               | 2 275              | 104                              |
| Liou-che | 柳河县   | 274 414               | 3 346              | 82                               |
| |          |                       |                    |                                  |
| Celkem | Celkem   | 1 812 114             | 15 542             | 117                              |